# Liste der Projekte der Apache Software Foundation

The Apache Software Foundation

Die Projekte der Apache Software Foundation (ASF) sind eine der bedeutendsten aktiv gepflegten Sammlungen von teilweise essentieller Software für die IT-Industrie, die seit Ende der 1990er Jahre in ehrenamtlicher Arbeit entsteht. Zu ihnen gehört unter anderem der Apache-Webserver. Die ASF schätzt den kommerziellen Wert auf über 20 Milliarden US-Dollar.
Über 7800 Committer und 813 Mitglieder pflegen die derzeit 368 aktiven Projekte.

## Projekte
Die folgende Liste enthält einige der wichtigen und aktiven Apache-Projekte:
| Projekt-Name                  | Beschreibung |
| ----------------------------- | --- |
| Apache HTTP Server            | derzeit (März 2021) der am zweithäufigsten eingesetzte HTTP-Server. Das Gründungsprojekt der Apache Software Foundation.                                               |
| ActiveMQ                      | Java Message Service 1.1 (JMS) message broker |
| Airflow                       | Plattform zum programmgesteuerten erstellen, planen und überwachen von Arbeitsabläufen                                                                                 |
| Ant                           | kommandozeilenbasiertes „build tool“ |
| Apache Portable Runtime (APR) | plattformunabhängige Laufzeitumgebung |
| Arrow                         | Sprachunabhängiges Framework for Analyse von spaltenbasierten Daten |
| Atlas                         | Governance- und Metadaten-Framework für Hadoop |
| Axis                          | XML-basiertes Webservice-Framework |
| Avro                          | Framework zur Datenserialisierung für effiziente Speicherung und Übertragung von Daten, vor allem in Hadoop-Umgebungen.                                                |
| Beam                          | einheitliches Programmiermodell für die Batch- und Streaming-Datenverarbeitung                                                                                         |
| Camel                         | regelbasierte Routing- und Konvertierungs-Engine |
| Cassandra                     | verteiltes Datenbankverwaltungssystem für sehr große strukturierte Datenbanken (sogenanntes „NoSQL“-Datenbanksystem)                                                   |
| Cayenne                       | ORM-Framework |
| Celix                         | auf C basierende Implementierung der OSGi-Spezifikation |
| Cocoon                        | XML Processing Framework |
| Commons                       | mehrere wiederverwendbare Java-Komponenten |
| Cordova                       | Framework zur Erstellung hybrider Applikationen für mobile Endgeräte                                                                                                   |
| CouchDB                       | Datenbank für JSON-Dokumente, geschrieben in Erlang, Anbindung über REST                                                                                               |
| CXF                           | Services Framework |
| DB                            | diverse Datenbank-Lösungen – u. a. Derby: eine reine Java-Datenbank |
| Directory                     | Lösungen rund um Verzeichnisdienste (LDAP), insbesondere Apache Directory Server                                                                                       |
| Druid                         | Spaltenorientierte verteilte Datenbank |
| Felix                         | Open-Source-Implementierung der OSGi R4 Service Platform |
| Flex                          | Open-Source-Komponenten-Framework (ehemals Adobe Flex) |
| Flink                         | Framework für verteilte, skalierbare, hochperformante Datenstromverarbeitung                                                                                           |
| FOP                           | Formatting Objects Processor, ist ein Druckformatierer, der aus XSL-FO-Layout-Beschreibungen verschiedene Ausgabeformate erstellt                                      |
| Geronimo                      | Jakarta EE-konformer Server |
| Gora                          | Framework für in-memory Datenmodelle und big-data |
| Groovy                        | Programmier- und Skriptsprache für die Java Virtual Machine |
| Apache Guacamole              | Browserbasierter zugriff auf entfernte Computersysteme |
| Gump                          | Continuous Integration Tool |
| Hadoop                        | Map/Reduce Framework, bestehend aus mehreren kleinen Unterprojekten |
| Apache Hop                    | Ein ETL Tool und ein Fork der Plattform für Datenintegration Kettle (Pentaho Data Integration)                                                                         |
| HttpComponents                | Bibliotheken, Dienstprogramme und Erweiterungen rund um HTTP |
| MyBatis                       | Persistenz-Framework |
| Incubator                     | Projekt, welches zu Apache migrierende Projekte auf das von ASF geforderte Niveau hebt bzw. prüft                                                                      |
| Isis                          | Framework zur Erstellung von Domain-driven Design-Anwendungen, basierend auf dem Naked-Objects-Ansatz                                                                  |
| Jackrabbit                    | Implementierung der Content Repository for Java Technology API |
| James                         | Mailserverimplementierung in Java |
| Jena                          | Framework für das Semantic Web |
| JMeter                        | Werkzeug zum Ausführen von Lasttests in Client/Server-Anwendungen |
| Kafka                         | Software zur Protokollierung von Datenströmen, Speicherung und Nachrichtenversand                                                                                      |
| Logging Services              | Implementierung von Logging-APIs in verschiedenen Sprachen, z. B. log4j (Java), log4net (.NET), log4php (PHP). Außerdem Chainsaw zum Lesen von Protokolldateien        |
| Lucene                        | Suchmaschinen-Implementierung in Java |
| Mahout                        | Machine-Learning Bibliothek mit Fokus auf Skalierbarkeit |
| Maven                         | „Java Build Tool“ mit „Dependency Management“ usw. |
| MINA                          | Framework für Netzwerk-basierte Anwendungen |
| MyFaces                       | Implementierung von JavaServer Faces |
| NetBeans IDE                  | ehemals von SUN/Oracle entwickelte IDE |
| NiFi                          | System zur Verarbeitung und Verteilung von Daten auf der Hadoop-Plattform                                                                                              |
| Nutch                         | auf Lucene und Hadoop basierende Web-Suchmaschine |
| NuttX                         | Echtzeitbetriebssystem |
| mod perl                      | Apache-Modul zur Integration von Perl |
| Pivot                         | Plattform für Rich-Internet-Applikationen in Java oder einer JVM-kompatiblen Skriptsprache                                                                             |
| OFBiz                         | Open Source ERP-Software |
| OpenEJB                       | Implementierung von EJB 3.0 |
| OpenJPA                       | Implementierung der Jakarta Persistence API |
| OpenNLP                       | Java-Bibliothek für die Bearbeitungen im Bereich Computerlinguistik bzw. Natural Language Processing (NLP)                                                             |
| OpenOffice                    | freies Office-Paket, ehemals OpenOffice.org |
| Parquet                       | ein spaltenorientiertes Open-Source-Datendateiformat. Mit leistungsstarke Komprimierungs- und Kodierungsschemata für die Verarbeitung komplexer Daten in großen Mengen |
| PDFBox                        | Java-Bibliothek für die Bearbeitung (Erzeugen, Anzeigen, Extrahieren, Zusammenfügen etc.) von PDF-Dateien                                                              |
| POI                           | Java-API, mit der sich Microsoft-Dateiformate verwenden lassen |
| Portals                       | frei verfügbare Portal Software |
| Ranger                        | Framework zur Aktivierung, Überwachung und Verwaltung umfassender Datensicherheit auf der gesamten Hadoop-Plattform                                                    |
| Roller                        | Multi-User Blog-Server auf Jakarta-EE-Basis |
| Santuario                     | XML Security für Java und C++ |
| ServiceMix                    | Enterprise Service Bus |
| ShardingSphere                | verteilte Datenbanken Middleware Lösung enthält 3 unabhängige Produkte: Sharding-JDBC, Sharding-Proxy und Sharding-Sidecar (in Vorbereitung)                           |
| SIS Bibliothek                | Apache Spatial Information System |
| Solr                          | ein Suchserver, basierend auf Lucene |
| SpamAssassin                  | Perl-Implementierung eines Spam-Identifikators |
| Spark                         | Framework für Cluster-Computing |
| Storm                         | Software für verteiltes Rechnen und Datenechtzeitverarbeitung |
| Struts                        | Action-orientiertes Webapplikations-Framework |
| Subversion                    | freie Software zur Versionsverwaltung von Dateien und Verzeichnissen.                                                                                                  |
| Superset                      | freie Software-Plattform zur Datenexploration und -visualisierung. |
| Synapse                       | leichtgewichtiger Enterprise Service Bus |
| Syncope                       | Software zur Verwaltung digitaler Identitäten in Unternehmensumgebungen, implementiert in Java EE                                                                      |
| Tapestry                      | Webapplikations-Framework |
| Tcl                           | Apache Tcl ist die Heimat der Tcl-Apache-Integrationsbemühungen |
| TinkerPop                     | ist ein Graph Computing Framework für Graphdatenbanken (OLTP) und Graphen Analyse Systeme (OLAP).                                                                      |
| Tomcat                        | umfangreicher Java Servlet Container |
| TomEE                         | Eine um Java EE erweiterter Tomcat |
| Turbine                       | Webapplikations-Framework |
| UIMA                          | Framework für die NLP Programmierung |
| Velocity                      | eine Java-basierte Template-Engine |
| Web Services                  | Sammlung von Bibliotheken und Frameworks zum Erstellen von Web Services                                                                                                |
| Wicket                        | komponentenbasiertes Java-Web-Framework |
| Xalan                         | XSLT-Prozessor für Java und C++ |
| Xerces                        | validierender XML-Parser |
| Apache POI (XMLBeans)         | XML-Java binding tool (einziges Projekt, dass wieder aus dem Apache Attic (Dachboden) geholt wurde)                                                                    |
| XML Graphics                  | Konvertierungen von XML Formaten zu Grafiken (z. B. Batik – für SVG-Bearbeitung oder FOP-Konvertierung von XSL-FO-Dateien in PDF oder druckbare Ausgabedaten)          |

Die folgenden sind geschlossene bzw. eingestellte Apache-Projekte:
| Projekt-Name       | Beschreibung                                                                                     |
| ------------------ | ------------------------------------------------------------------------------------------------ |
| Apache Abdera      | eine Implementierung von Atom Feeds                                                              |
| Apache ACE         | Framework zur Software Verteilung                                                                |
| Archiva            | Repository Management Software                                                                   |
| Apache Avalon      | Komponenten-Framework für Web-Container, teilweise in Apache Excalibur aufgegangen               |
| Beehive            | Objekt-Model-Visualisierung                                                                      |
| Bloodhound         | Projektmanagement- und Bugtracking-Software                                                      |
| Chemistry          | Implementierungen der Content Management Interoperability Services (CMIS)-Spezifikation          |
| Crimson            | ein XML-Parser                                                                                   |
| Continuum          | Continuous Integration Server                                                                    |
| Excalibur          | Dependency Injection Framework, auf dessen Basis andere Projekte wie Cocoon oder James aufsetzen |
| Apache Falcon      | Feed Management und Data Processing Plattform                                                    |
| Forrest            | Framework zur Software-Dokumentation                                                             |
| Giraph             | verteiltes Graph-Analyse-System                                                                  |
| Hama               | Framework für BigData Analysen                                                                   |
| Apache Harmony     | eine Java Virtual Machine                                                                        |
| Apache Hivemind    | leichtgewichtiges Dependency-Injection-Framework                                                 |
| Labs               | Experimentierplatz für Apache-Entwickler, um Innovationen voranzutreiben                         |
| Lenya              | Content-Management-System auf Basis von Cocoon                                                   |
| ODE                | BPEL-Engine zur Orchestrierung von Web Services                                                  |
| mod_python         | Apache-Modul zur Integration von Python                                                          |
| Apache Shale       | Webapplikations-Framework basierend auf JavaServer Faces                                         |
| Jakarta Slide      | Content Repository als Basis für Content-Management-Systeme und Frameworks                       |
| Stanbol            | Multilinguales Werkzeug zur semantischen Erweiterung eines CMS                                   |
| Tajo               | ein Big-Data-Warehouse-System als Aufsatz auf Hadoop                                             |
| Tiles              | Framework für Webapplikations-Vorlagen („templates“)                                             |
| Tuscany            | Service Component Architecture Implementierung                                                   |
| VXQuery            | Prozessor für parallele XML Queries                                                              |
| Wink               | Framework für RESTful Web services Erstellung                                                    |
| Wookie             | Java Server Applikation für W3C/OpenSocial/Google Wave widgets                                   |
| WS Muse            | Java-basierte Implementierung des WS-Resource Framework                                          |
| Xang               | XML Web Framework                                                                                |
| Apache Xindice     | XML Databank                                                                                     |
| Apache XML-Projekt | XML-Lösungen                                                                                     |